# 2019 في الدنمارك
فيما يلي قوائم الأحداث التي وقعت خلال عام 2019 في الدنمارك.

## الحكم
- الملكة: مارغريت الثانية ملكة الدنمارك
- رئيس الحكومة: مته فريدريكسن

## الأحداث
- 2 يناير - سقوط ستة قتلى في حادث قطار على جسر الحزام العظيم الدنمارك